# 아흐메트 1세

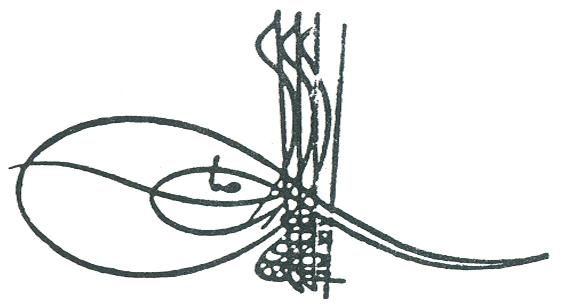
아흐메트 1세의 투그라.

아흐메트 1세(오스만 튀르크어: احمد اول Aḥmed-i evvel, 1590년 4월 18일 ~ 1617년 11월 22일)는 1603년부터 1617년 그가 사망하기까지 통치한 오스만 제국의 술탄이다. 아흐메트는 튀르키예에서 가장 유명한 모스크들 가운데 하나이자 이슬람 건축의 걸작들 가운데 하나인 블루 모스크에 기여한 것으로 잘 알려져 있다.

## 생애
아흐메트는 오스만 제국의 14대 술탄이자 메흐메트 3세의 아들이다. 어머니는 그리스인 출신인 한단 술탄으로, 본명은 헬레나이다. 마니사 궁전에서 태어났다. 1603년(이슬람력 1012년 라자브의 달) 13세의 나이로 아버지 메흐메트 3세로부터 왕위를 물려받았다. 펜싱, 시가, 승마 외에도 여러 언어를 유창하게 구사할 수 있는 능력을 보유했던 것으로 알려져 있다.
아흐메트 1세는 1617년 티푸스로 사망하였다.

## 같이 보기
- 메흐메트 3세
- 무스타파 1세